# Santiago (Galápagos)
Otok Santiago - znan tudi kot San Salvador, poimenovan po prvem otoku, ki ga je odkril Kolumb v Karibskem morju. 
Otok Santiago ima površino 585 km² in doseže višino 907 metrov. Je vulkanskega nastanka iz dveh prekrivajočih se vulkanov. Najstarejša lava je stara okoli 750.00 let. Zadnji izbruh je bil pred dobrimi 100 leti (1897). V območju Sulivan Bay, kjer je urejena tudi razgledna pot, je mogoče opaziti območja strjenih pahoehoe tokov lave.
Na otoku živijo: morski legvani, morski levi in drugi tjulnji, kopenske in morske želve, ki tukaj tudi gnedijo, plamenci, delfini in morski psi in druge živopisne tropske ribe in raki. 
Otok Santiago je bil priljubljen med pirati in kitolovci. Prvi naseljenci so seboj prinesli prašiče in koze, ki so se v 19. st. namnožile do 100.000 primerkov. Na otoku so povzročile veliko škodo na endemičnih vrstah rastlin, zato so jih va zadnjih desetletjih naravovarstveniki iztrebili. Med letoma 1920 in 1960 so v bližini Puerto Egas iz vulkanskega kraterja pridobivali sol, kar pa so zaradi nedonosnosti in zaščite okolja opustili. Nekateri ostanki te dejavnosti so še vidni.
Darwinovi in Galapaški ščinkavci so na tem otoku najpogostejši.
- Pahoehoe lava
- Rakovice
- Stara in novejša lava
- Začetek življenja na lavi
- Vulkansko steklo (obsidijan)

## Zunanji povezave
- Otok Santiago
- IUCN Rdeči seznam